# Val-de-Bride
Val-de-Bride là một xã trong vùng Grand Est, thuộc tỉnh Moselle, quận Château-Salins, tổng Dieuze. Tọa độ địa lý của xã là 48° 49' vĩ độ bắc, 06° 41' kinh độ đông. Val-de-Bride nằm trên độ cao trung bình là 220 mét trên mực nước biển, có điểm thấp nhất là 204 mét và điểm cao nhất là 330 mét. Xã có diện tích 11,12 km², dân số vào thời điểm 1999 là 643 người; mật độ dân số là 57 người/km². Xã nằm về phía tây của Dieuze.

## Thông tin nhân khẩu
| 1962 | 1968 | 1975 | 1982 | 1990 | 1999 |
| ---- | ---- | ---- | ---- | ---- | ---- |
| 604  | 642  | 618  | 714  | 730  | 643  |